# (6240) Lucrèce
(6240) Lucrèce, désignation internationale (6240) Lucretius Carus, est un astéroïde de la ceinture principale.

## Description
(6240) Lucrèce est un astéroïde de la ceinture principale. Il fut découvert par Eric Walter Elst le 26 septembre 1989 à La Silla. Il présente une orbite caractérisée par un demi-grand axe de 2,22 UA, une excentricité de 0,055 et une inclinaison de 4,72° par rapport à l'écliptique.
Il fut nommé en hommage à Lucrèce, poète et philosophe latin du Ier siècle apr. J.-C.

## Compléments